# Rybník (Revúca)
Rybník es un municipio del distrito de Revúca, en la región de Banská Bystrica, Eslovaquia. Tiene una población estimada, a fines de 2023, de 151 habitantes. 
Está ubicada al este de la región, en la cuenca hidrográfica del río Sajó —un afluente derecho del río Tisza— y cerca de la frontera con la región de Košice.

## Demografía
| Año        | 1994 | 2004     | 2014    | 2024    |
| ---------- | ---- | -------- | ------- | ------- |
| Población  | 131  | 161      | 154     | 146     |
| Diferencia |      | +22,90 % | −4,34 % | −5,19 % |

| Año        | 2023 | 2024    |
| ---------- | ---- | ------- |
| Población  | 151  | 146     |
| Diferencia |      | −3,31 % |